# 松森康尚
 松森 康尚  （まつもり やすなお、1959年10月10日 - ）は、日本の実業家。青森放送専務取締役。

## 略歴
- 1983年4月 青森放送入社[1][2]
- 2003年4月 大阪支社営業部長[1][2]
- 2010年1月 東京支社長[1][2]
- 2013年6月 役員待遇東京支社長[1][2]
- 2014年6月 取締役東京支社長[1][2]
- 2017年6月 常務取締役東京支社長[1][2]
- 2019年4月 常務取締役[1][2]
- 2020年6月 専務取締役[1][2][3]

## 同期入社
- 橋本康成
- 佐藤智美